# Onișcani, Călărași
Onișcani este un sat din raionul Călărași, reședința comunei cu același nume. Satul are o suprafață de circa 1,93 kilometri pătrați, cu un perimetru de 8,69 km. Se află la distanța de 32 km de orașul Călărași și la 81 km de Chișinău.

## Istorie
Satul Onișcani a fost menționat documentar prima dată în anul 1653.
Toponimicul provine, probabil, de la numele unui spătar de pe timpul domniei lui Ștefan cel Mare, Onașcu.

## Demografie
La recensământul din anul 2004, populația satului constituia 1.334 de oameni, dintre care 51,27% - bărbați și 48,73% - femei. Structura etnică a populației în cadrul satului: 99,40% - moldoveni, 0,37% - ucraineni, 0,15% - ruși, 0,07% - găgăuzi.

## Trasee turistice
În Onișcani se află o vatră medievală din 1654.